# Ludmila Horká
Ludmila Horká (* 14. Januar 1992) ist eine tschechische Biathletin.

## Karriere
Ludmila Horká, die früher auch als Langläuferin aktiv war, bestritt ihre ersten internationalen Rennen im norwegischen Beitostølen im Rahmen des IBU-Cups 2014/15. Die beiden Sprintrennen beendete sie auf den Rängen 74 beziehungsweise 66. In der folgenden Saison konnte sie sich zum ersten Mal für eine Biathlon-EM im russischen Tjumen qualifizieren. Im Sprint belegte sie Rang 52 und verbesserte sich im anschließenden Verfolgungsrennen auf Rang 51. Sie nahm ebenfalls an den Europameisterschaften 2017 und 2018 teil, verfehlte jedoch die Medaillenränge stets deutlich.

## Sonstiges
Ludmila Horká ist eine von wenigen Linksschützen im Biathlon.